# Tymoviridae
Famille
Genres de rang inférieur
- Maculavirus
- Marafivirus
- Tymovirus
- Bombyx mori latent virus
- Poinsettia mosaic virus

Les Tymoviridae sont une famille de virus de l'ordre des Tymovirales, qui infectent les plantes (phytovirus). Ce sont des virus à ARN à simple brin à polarité positive, à génome monopartite, classés dans le groupe IV de la classification Baltimore. 
Les virions sont constitués par des capsides non-enveloppées à symétrie icosaédrale, d'un diamètre d'environ 30 nm.

## Liste des genres et espèces
Les Tymoviridae sont une famille relativement récente, approuvée seulement en 2002. Elle comprend trois genres :
- Tymovirus; espèce-type : Turnip yellow mosaic virus (virus de la mosaïque jaune du navet, TYMV)
- Marafivirus; espèce-type : Maize rayado fino virus
- Maculavirus; espèce-type : Grapevine fleck virus

Le plus important des trois est le genre Tymovirus qui compte 25 espèces tandis que les deux autres,  Marafivirus et Maculavirus, ont respectivement cinq et une espèces.
La famille compte en outre deux espèces non affectées à un genre :
- Bombyx mori latent virus
- Poinsettia mosaic virus.